# تتراهیدرومتانوپترین
تتراهیدرومتانوپترین (به انگلیسی: Tetrahydromethanopterin) با فرمول شیمیایی C
۳۰H
۴۵N
۶O
۱۶P یک ترکیب شیمیایی با شناسه پاب‌کم ۵۴۵۹۹۹۵ است. که جرم مولی آن ۷۷۶٫۶۸۲۶۶۱ g/mol می‌باشد. 